# Selección de rugby playa de Perú
La selección de rugby playa de Perú es el representativo de dicho país en las competencias oficiales de rugby playa.

## Participación en copas

### Juegos Suramericanos de Playa
- Punta del Este y Montevideo 2009: 7º puesto (último)
- Manta 2011: 3º puesto [1]
- La Guaira 2014: No participó
- Rosario 2019: No participó
- Santa Marta 2023: No participó

### Juegos Bolivarianos de Playa
- Lima 2012: 3º puesto [2]
- Huanchaco 2014: 1º puesto [3]
- Iquique 2016: No participó